# 安養寺 (東京都府中市)
安養寺（あんようじ）は、東京都府中市本町一丁目（多摩郡府中宿ノ内本町字矢崎）にある天台宗の寺院。山号は叡光山。

## 歴史
寺の文書類は江戸時代の火災で焼失しているが、寺伝では859年（貞観元年）、円仁（慈覚大師）によって開山されたという。
その後、尊海僧正が勅命により1296年（永仁4年）に再興し、廃仏毀釈（明治維新）前は武蔵総社大國魂神社の別当寺であった｡ 
寺格は江戸時代に徳川家康より15石の朱印境内除地を賜り、1883年（明治16年）には世良田長楽寺の末寺を離れ比叡山延暦寺の直轄寺となる｡ 
本堂は､ 幣串の記載から1789年（寛政元年）に再建されたものであるとされ、明治初年頃までは寺子屋としても使用されていた｡ 
本尊は秘仏阿弥陀三尊｡ 
左脇間には良源（元三大師）の御影、不動明王等､ 右脇間には毘沙門天、吉祥天、善膩師童子を祀っている｡

## 交通
武蔵野線・府中本町駅下車徒歩6分、京王線・府中駅下車徒歩15分。

## ギャラリー

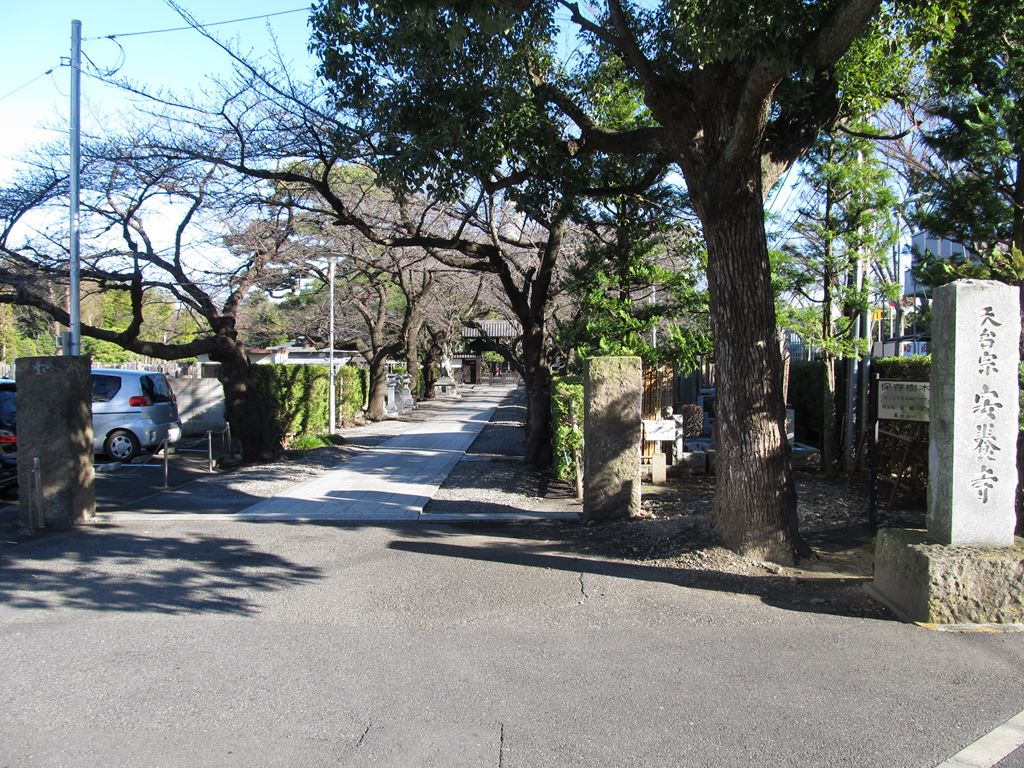
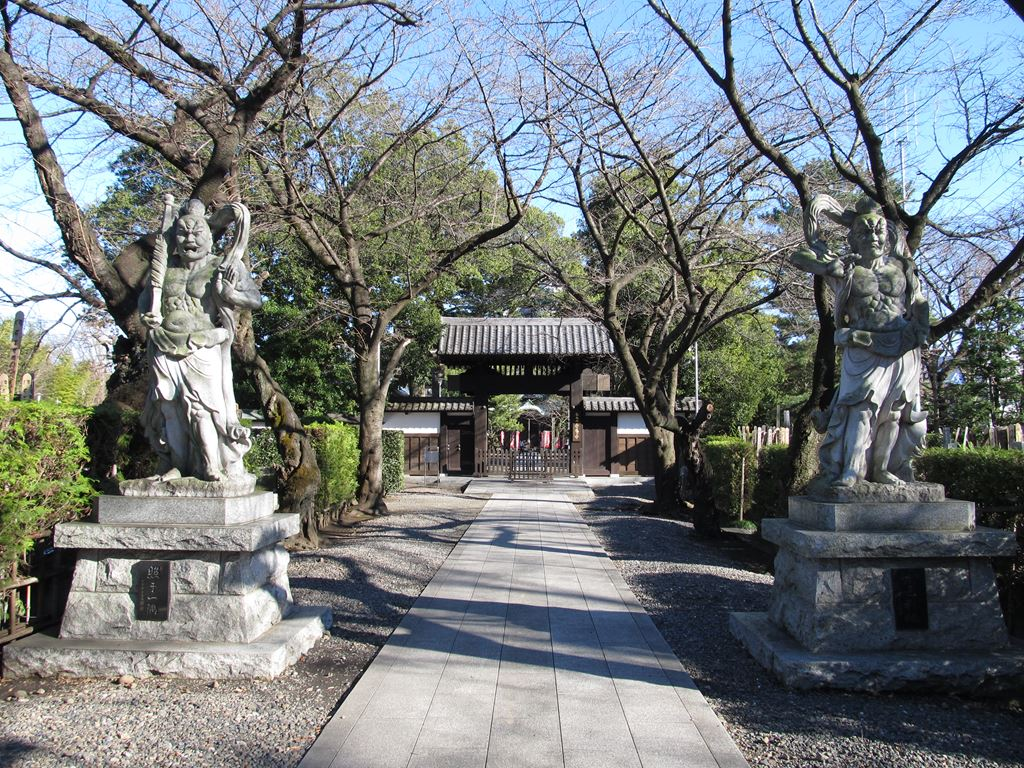
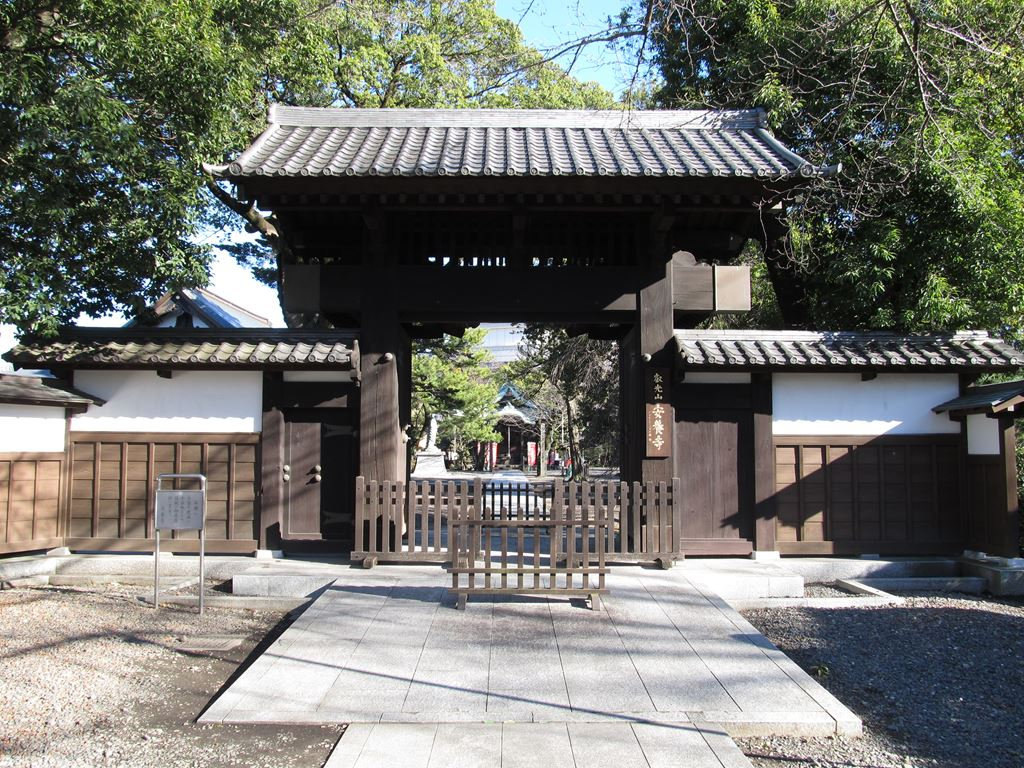
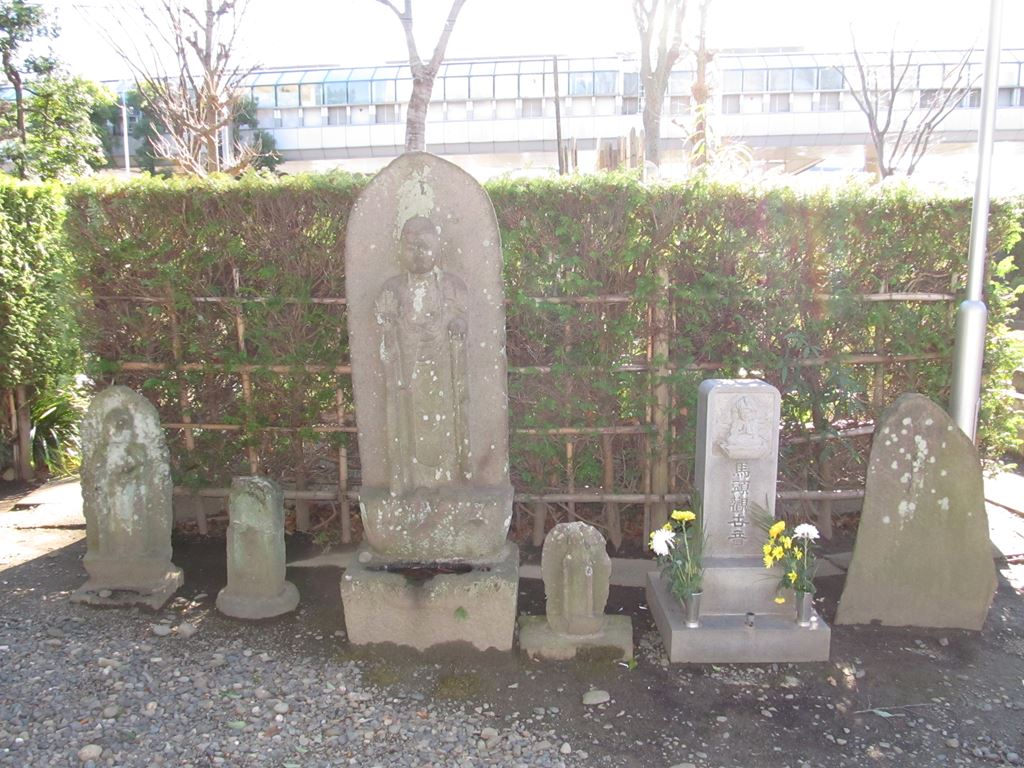
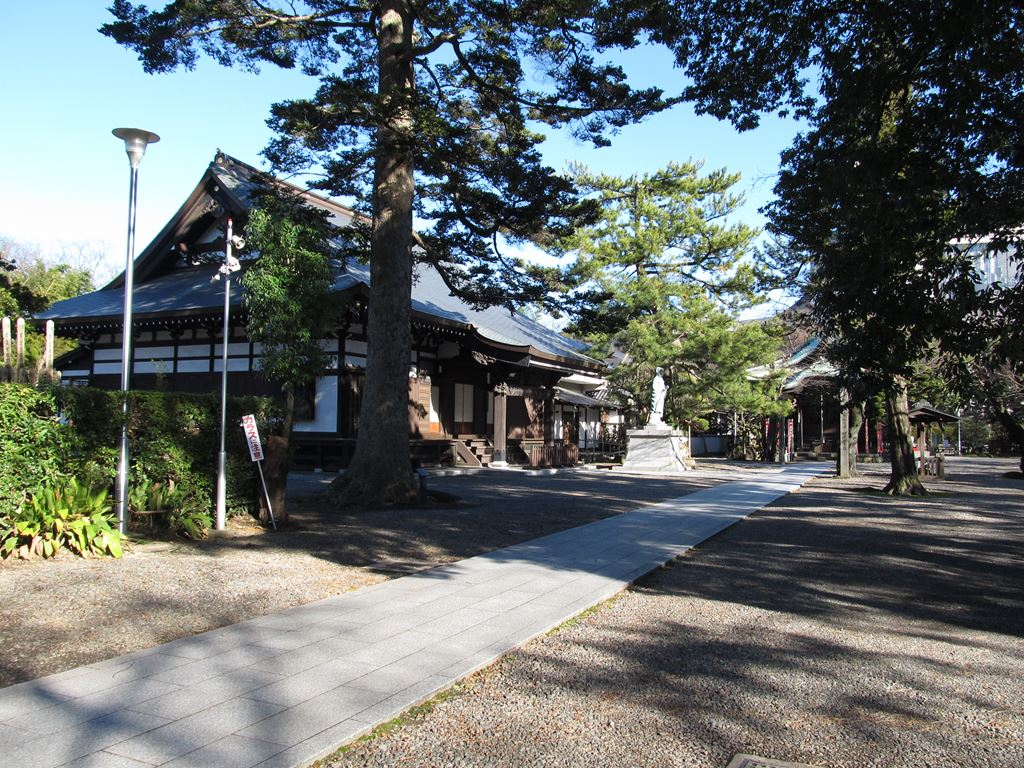
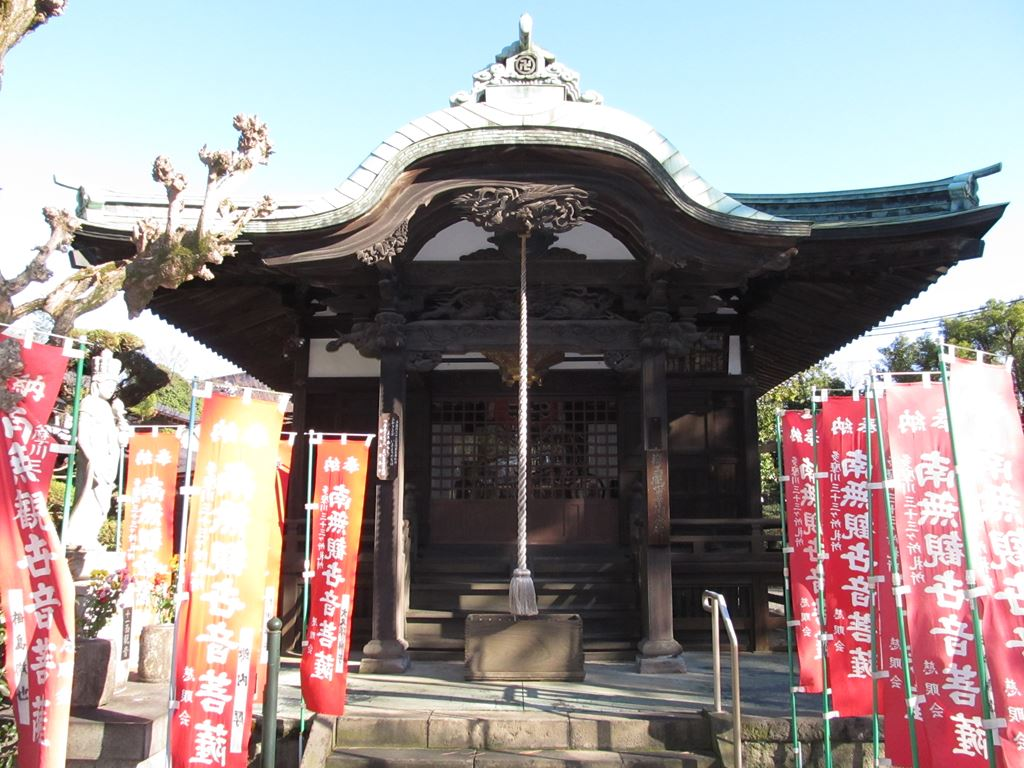
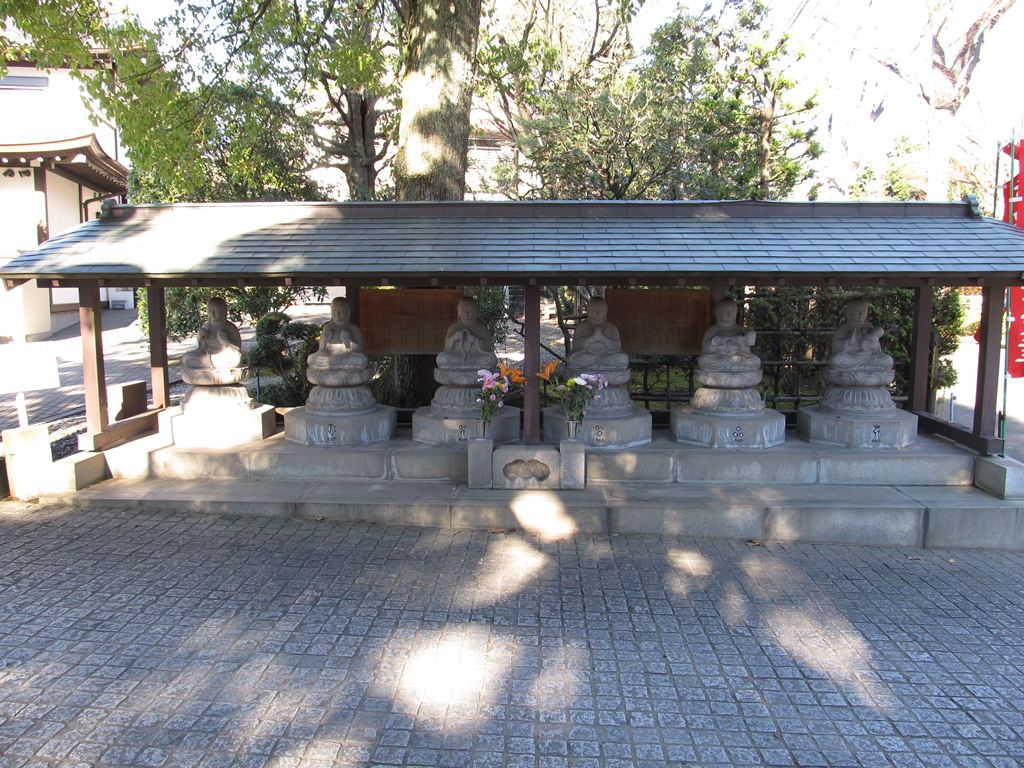
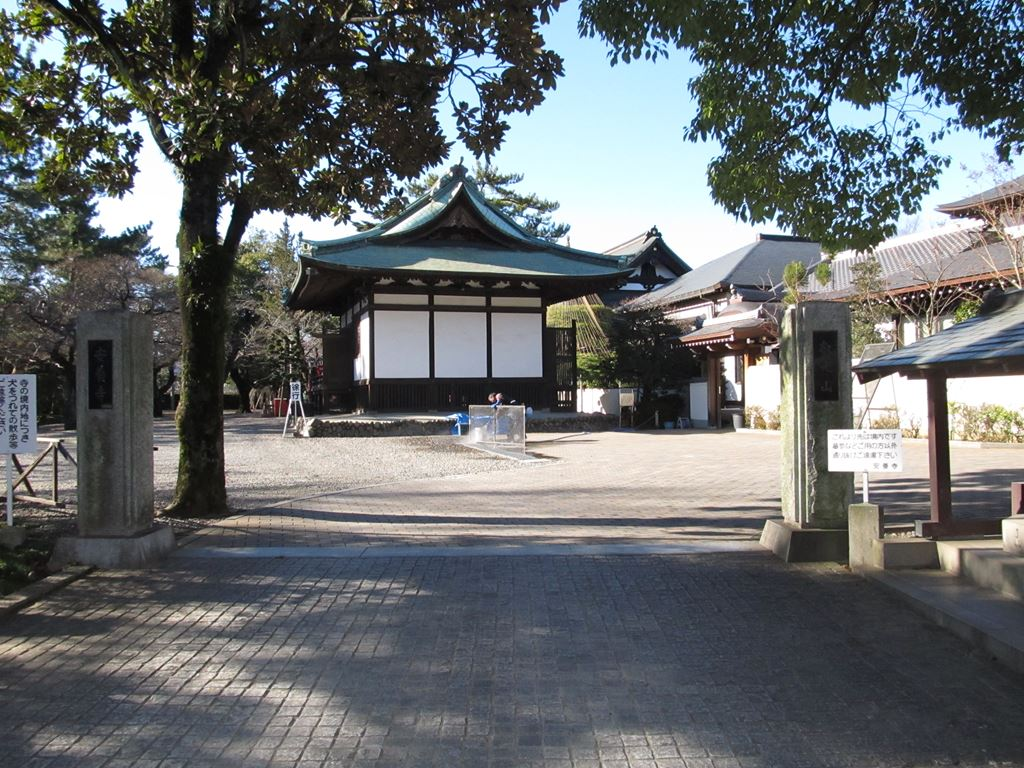

## 関連文献
- 「府中宿本町 安養寺」『新編武蔵風土記稿』 巻ノ92多磨郡ノ4、内務省地理局、1884年6月。NDLJP:763988/79。